# Kim Gallagher
Kim Gallagher, född den 11 juni 1964 i Philadelphia, Pennsylvania, död 18 november 2002 i Oreland, Pennsylvania, var en amerikansk friidrottare inom medeldistanslöpning.
Hon tog OS-silver på 800 meter vid friidrottstävlingarna 1984 i Los Angeles.